# 小行星8728
小行星8728（英語：8728 Mimatsu）是一颗围绕太阳公转的小行星。1996年11月7日，圓舘金、渡邊和郎在北见发现了此天体。
这颗小行星的绝对星等为270.5453282353523等。